# Svenska mästerskapet i handboll för herrar 1951/1952
Svenska mästerskapet i handboll 1951/1952 vanns av IFK Kristianstad.

## Omgång 1
- Bodens BK–Sandåkern SK 11–14
- Ludvika FfI–Upsala Studenters IF 11–9
- Sollefteå GIF–Västerås HF 6–17
- Heffners IF–Sandvikens IF 5–26
- AIK–GUIF 20–4
- IFK Lidingö–F 11 IF 12–10
- Västerås IK–Norrköpings AIS 9–15
- IF Gute–SoIK Hellas 7–19
- Karlstads BIK–IK Heim 16–13
- Skövde AIK–Redbergslids IK 13–12
- GF Kroppskultur–IK Baltichov 16–23
- Majornas IK–Örebro SK 13–12
- Växjö BK–IFK Karlskrona 8–10
- IFK Trelleborg–HK Drott 24–5
- Näsby IF–Jönköpings Södra IF 10–7
- IFK Malmö–IFK Kristianstad 12–13

## Omgång 2
- Västerås HF–IFK Lidingö 18–12
- Sandåkern SK–AIK 5–9
- Sandvikens IF–Ludvika FfI 20–4
- Norrköpings AIS–Näsby IF 8–10
- SoIK Hellas–Skövde AIK 9–6
- IK Baltichov–Karlstads BIK 14–13
- IFK Karlskrona–Majornas IK 20–17
- IFK Kristianstad–IFK Trelleborg 19–15

## Kvartsfinaler
- AIK–Västerås HF 10–3
- IFK Karlskrona–SoIK Hellas 8–10
- Näsby IF–IK Baltichov 12–10
- Sandvikens IF–IFK Kristianstad 10–17

## Semifinaler
- IFK Kristianstad–Näsby IF 16–9
- AIK–SoIK Hellas 13–12

## Final
- IFK Kristianstad–AIK 16–15

Svenska mästare: Per Svensson (mv), Karl Fridlundh, Carl-Eric Stockenberg, Bertil Rönndahl, Evert Sjunnesson, Erik Nordström, Åke Moberg, Ingvars Svensson senare Ehlo, Åke Skoug och Uno Kvist.